# Vincenzo Fioravanti
Vincenzo Gioacchino Fioravanti (Roma, 5 aprile 1799 – Napoli, 28 marzo 1877) è stato un compositore italiano.

## Biografia

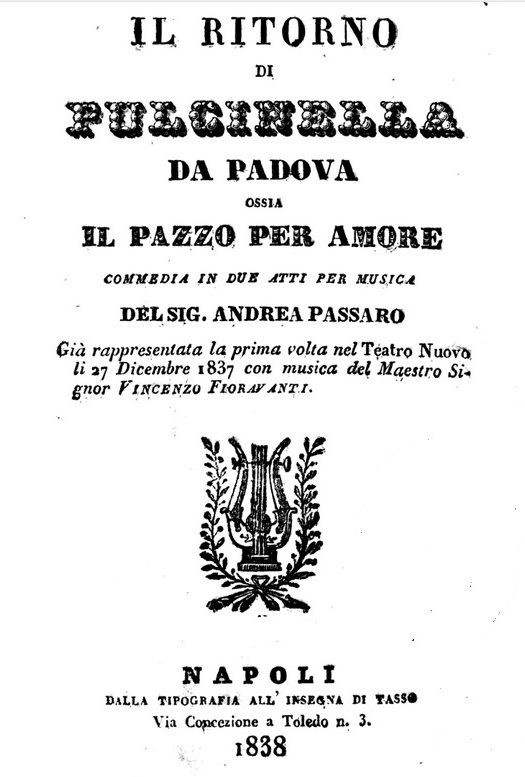
Libretto pubblicato poco dopo il successo della prima de Il ritorno di Pulcinella dagli studi di Padova di Fioravanti

Figlio del compositore Valentino e di Angiola Aromatari, intraprese gli studi di medicina, ai quali però preferì la musica.
Seguì le lezioni in composizione di Giuseppe Jannacconi, oltreché quelle del padre.
Vincenzo Fioravanti esordì nel 1819 con l'opera Pulcinella molinaro spaventato dalla fata Serafinetta, su libretto di S. Cammarano, messa in scena al teatro S. Carlino di Napoli, alla quale seguirono quaranta opere, quasi tutte rappresentate nel Teatro Nuovo (Napoli).
Rientrato a Roma conobbe Gaetano Donizetti, sposò Maddalena Tedeschi, ma dopo circa un anno rimase vedovo e si trasferì a Napoli. Solamente nel 1828 ricominciò a lavorare, dedicandosi prevalentemente alle opere buffe, ottenendo, tra le altre, un buon successo con l'opera Il ritorno di Pulcinella dagli studi di Padova (28 dicembre 1837), su libretto di Andrea Passáro,  messa in scena per molti anni in numerosi teatri italiani ed europei.
Nel 1833 divenne maestro di cappella in una chiesa napoletana; successivamente assunse l'incarico di direttore musicale nell'Albergo dei poveri. 
Ammalatosi gravemente, nel 1872 fu costretto ad abbandonare l'incarico ed a ritirarsi a vita privata, trascorrendo il tempo libero con la scrittura di versi epigrammatici.
Una Messa da Requiem che aveva composto durante la sua permanenza a Lanciano fu rappresentata al suo funerale. 
È stato soprattutto un compositore di opere buffe, che conseguirono un buon successo, anche se un po' effimero.
Ha avuto tra i suoi allievi il compositore e didatta svizzero Louis Niedermeyer e Nicola D'Arienzo.

## Composizioni

### Opere
- Pulcinella molinaro spaventato dalla fata Serafinetta, (Filippo Cammarano), opera buffa in 2 atti (1819, Napoli, Teatro S. Carlino);
- La contadina fortunata, (Andrea Leone Tottola), opera buffa in 2 atti (23 novembre 1820 Roma, Teatro Valle);
- Robinson Crusoè nell'isol deserta, (Andrea Leone Tottola), opera buffa in 3 atti (31 gennaio 1828 Napoli, Teatro Nuovo);
- Colombo alla scoperta delle Indie, opera buffa in 2 atti (14 febbraio 1829 Venezia, Teatro La Fenice)
- La conquista del Messico, opera semiseria in 2 atti (1829 Napoli, Teatro Nuovo);
- Il fanatico, farsa in 1 atto (1830 Venezia, Teatro La Fenice);
- Il folletto innamorato, (Paolo Giaramicca), opera buffa in 2 attis (6 febbraio 1832 Napoli, Teatro Partenope);
- La portentosa scimmia del Brasile con Pulcinella ossia La scimmia brasiliana, (Andrea Leone Tottola), opera buffa in 2 atti (27 febbraio 1832 Napoli, Teatro Nuovo);
- I due disperati per non poter andare in carcere, (Almerindo Spadetta), opera buffa in 2 atti (12 giugno 1832 Napoli, Teatro Partenope);
- Il sarcofago scozzese, (Paolo Giaramicca), opera buffa in 2 atti (5 giugno 1833 Venezia, Teatro La Fenice);
- Il cieco del Dolo, (Pietro Saladino), opera buffa in 2 atti (6 marzo 1834 Napoli, Teatro del Fondo);
- Il supposto sposo, (Andrea Passaro), opera buffa (6 ottobre 1834 Napoli, Teatro del Fondo);
- I due caporali, (Pietro Saladino), opera buffa (22 marzo 1835 Napoli, Teatro del Fondo);
- Il ritorno di Pulcinella dagli studi di Padova ossia Il pazzo per amore, (Andrea Passaro), opera buffa in 2 atti (28 dicembre 1837 Napoli, Teatro Nuovo);
- Un matrimonio in prigione, (Andrea Passaro), opera buffa in 1 atto (15 aprile 1838 Napoli, Teatro Nuovo);
- La larva ovvero Gli spaventati di Pulcinella, (Andrea de Leone/Raffaele D'Ambra), opera buffa in 3 atti (19 gennaio 1839 Napoli, Teatro Nuovo);
- I vecchi burlati, (Giuseppe Palomba), opera buffa in 2 atti (1839 Chieti, Teatro Fenaroli);
- Mille talleri, farsa in 1 atto (1839 Roma, Teatro Alibert);
- La dama ed il zoccolajo ossia La trasmigrazione di Pulcinella, (Andrea Passaro), opera buffa in 2 attis (febbraio 1840 Napoli, Teatro Nuovo);
- La dama con la maschera di morte, (Paolo Giaramicca), opera buffa in 2 atti (8 gennaio 1843 Venezia, Teatro La Fenice);
- Una burla comica ossia Non tutti pazzi all'ospedale, (Paolo Giaramicca), opera buffa in 2 atti (16 febbraio 1843 Venezia, Teatro La Fenice);
- La lotteria di Vienna, (Pasquale Altavilla), opera buffa in 2 atti (25 marzo 1843 Napoli, Teatro Nuovo);
- Il notajo d'Ubeda ossia Le gelosie di Pulcinella, (Carlo Zenobi Caffarecci), opera comica in 2 atti (26 luglio 1843 Napoli, Teatro Nuovo);
- Gli zingari ossia Gli amori di Pulcinella, (Marco D'Arienzo), opera buffa in 3 atti (30 gennaio 1844 Napoli, Teatro Nuovo);
- Chi cenerà, (Andrea de Leone/Marco D'Arienzo), opera buffa in 1 atto (1845 Roma, Teatro Argentina);
- Una rassegna al campo, (Nicola Tauro), opera buffa (30 gennaio 1845 Venezia, Teatro La Fenice);
- Il parrucchiere e la crestaja, (Andrea de Leone/Giovanni Di Giurdignano), opera buffa in 2 atti (14 maggio 1846 Napoli, Teatro Nuovo);
- X.Y.Z. ossia il riconoscimento, (Carlo Zenobi Caffarecci), opera buffa in 2 atti (novembre 1846 Torino, Teatro Carignano);
- Pulcinella e la fortuna, (Almerindo Spadetta), azione allegorica 5 atti (24 gennaio 1847 Napoli, Teatro Nuovo);
- Menella la cianciosa, (Paolo Giaramicca), opera buffa (2 aprile 1847 Venezia, Teatro La Fenice);
- Amore e disinganno, (Giovanni Di Giurdignano), opera buffa in 2 atti (26 dicembre 1847 Napoli, Teatro Nuovo);
- Il ventaglio, opera buffa in 2 atti (febbraio 1848 Bologna, Teatro Comunale);
- Il pirata, (Almerindo Spadetta), opera buffa 5 atti (1849 Napoli, Teatro Nuovo);
- È lui o non è lui ossia Quattro la chiedono il quinto la sposa, opera buffa (14 febbraio 1849 Roma, Teatro Valle);
- Il Pulcinella e la sua famiglia, (Giovanni Di Giurdignano), opera buffa in 2 atti (1850 Napoli, Teatro Nuovo);
- Raoul di Créqui (Giulio Artusi), opera buffa (20 aprile 1851 Napoli, Teatro del Fondo);
- Annella di Porta Capuana, (Leone Emanuele Bardare), opera buffa in 3 atti (23 giugno 1854 Napoli);
- Jacopo lo scortichino, (Tommaso Zampa), melodramma in 3 atti (settembre 1855 Venezia, Teatro La Fenice);
- Il signor Pipino, (Almerindo Spadetta), opera buffa (giugno 1856 Napoli, Teatro Nuovo);

### Altri generi
- Psaumes;
- Seila (oratorio);
- Les quatre Passions;
- Missae Breves;
- Le tre ore di Maria desolata;
- Oh giorno di letizia;
- Danze;
- Quadriglie.